# Initiative populaire « concernant l'impôt sur le chiffre d'affaires »
L'initiative populaire  « concernant l'impôt sur le chiffre d'affaires » est une initiative populaire fédérale suisse, rejetée par le peuple et les cantons le 20 avril 1952.

## Contenu
L'initiative propose de modifier l'article 42 de la Constitution fédérale pour préciser que la Confédération « n'est pas autorisée à prélever d'impôts sur le chiffre d'affaires ».
Le texte complet de l'initiative peut être consulté sur le site de la Chancellerie fédérale.

## Déroulement

### Contexte historique
Au moment où cette initiative est lancée, la Confédération perçoit quatre types d'impôts : l'impôt de la défense nationale, mis en place au début de la Seconde Guerre mondiale et prolongé l'année précédente en votation jusqu'en 1954, les contributions fédérales sur le chiffre d'affaires des entreprises privées, les impôts sur certains marchandises, telles les boissons alcoolisées ou le tabac et enfin les droits de douane. L'initiative vise à supprimer les deux premières sources de revenus, qualifiés par les initiants d'« impôts antisociaux » d'après la théorie selon laquelle les taxes indirectes de consommation tendraient à être plus durement ressenties par les milieux moins aisés.

### Récolte des signatures et dépôt de l'initiative
La date du début de la récolte des 50 000 signatures n'a pas été conservée. L'initiative a cependant été déposée le 4 avril 1050 à la chancellerie fédérale qui l'a déclarée valide le 12 mai de la même année.

### Discussions et recommandations des autorités
Le parlement et le Conseil fédéral recommandent le rejet de cette initiative. Dans son rapport aux chambres fédérales, le gouvernement calcule que les impôts indirects représentent plus d'un tiers du total des recettes de la Confédération (environ 420 millions de francs pour l'année 1952) et dénie la possibilité de compenser ce montant par un nouvel impôt ou par l'augmentation des taxes existantes.

### Votation
Soumise à la votation le 20 avril 1952, l'initiative est refusée par la totalité des 19 6/2 cantons et par 81,0 % des suffrages exprimés. Le tableau ci-dessous détaille les résultats par cantons :